# Palicourea gomezii
Palicourea gomezii är en måreväxtart som beskrevs av Charlotte M. Taylor. Palicourea gomezii ingår i släktet Palicourea och familjen måreväxter. Inga underarter finns listade i Catalogue of Life.